# Piliocolobus gordonorum
Piliocolobus gordonorum är en primat i släktet röda guerezor som förekommer i östra Afrika. Den listades tidigare som underart till Piliocolobus badius och godkänns nu oftast som självständig art. Det svenska trivialnamnet Uhehes röda guereza förekommer för arten.

## Utseende
Individerna når en kroppslängd (huvud och bål) av 46 till 70 cm och en svanslängd av 42 till 80 cm. Hannar är något större och med en vikt av 9 till 13 kg tydlig tyngre än honor. Honornas vikt är 7 till 9 kg. Ryggen, extremiteternas utsida och svansen är täckt med svart päls. På buken, extremiteternas insida och vid kinderna är pälsen ljusgrå till vit. Påfallande är den röda pälsen på huvudets topp och ibland har andra kroppsdelar röda skuggor. Den huden vid händer, fötter och i ansiktet är nästan naken och övervägande svart. Bara kring näsan är den rosa.

## Utbredning och habitat
Denna primat lever i Tanzania i Udzungwabergen och vistas där mellan 250 och 2200 meter över havet. Utbredningsområdet är inte större än 5000 km². Habitatet utgörs av olika slags skogar.

## Ekologi
Flera hannar, honor och deras ungar bildar flockar som i genomsnitt har 24 medlemmar. Ibland förekommer stora flockar med upp till 83 individer. Vid födosöker delar sig flocken ofta i mindre grupper. De är aktiva på dagen och äter främst blad samt några blommor, frukter och svampar. Ibland äter de jord, troligen för att kompensera giftiga ämnen.
Fortplantningssättet är föga känt. Ungdjuret håller sig de första tre månader fast i moderns päls. Honor blir efter ungefär fyra år könsmogna och hannar något senare.

## Hot och status
Kronörnen (Stephanoaetus coronatus) och schimpansen (Pan troglodytes) är artens främsta naturliga fiender. Arten hotas dessutom av skogsavverkningar för produktionen av träkol och för etablering av jordbruksmark. Piliocolobus gordonorum jagas även för köttets skull. På grund av dessa hot listas arten av IUCN som starkt hotad (EN).